# Winter-Asienspiele 2025
Die 9. Winter-Asienspiele fanden vom 7. Februar bis zum 14. Februar 2025 in Harbin in der Volksrepublik China statt. Es war das dritte Mal, dass die Winter-Asienspiele in der Volksrepublik China ausgerichtet wurden, sowie nach 1996 das zweite Mal in Harbin.

## Vergabe der Spiele
Die Spiele wurden am 8. Juli 2023 auf der 42. Vollversammlung des Olympic Council of Asia (OCA) vergeben. Ebenfalls für die Spiele interessiert hatte sich Südkorea mit den Städten Seoul, Gangwon und Jeonju.

## Logo und Maskottchen
Das offizielle Logo und die Maskottchen wurden am 11. Januar 2024 vorgestellt. Das Logo Breakthrough stellt eine einen Shorttrackläufer dar, aber auch gleichzeitig eine Fliederblüte, die offizielle Blume der Stadt Harbin.
Die Maskottchen sind zwei Sibirischer Tiger, genannt Binbin und Nini. Binbin repräsentiert dabei die Eissportarten, Nini die Schneesportarten. Ihre Namen sind eine Ableitung der Phrase „Willkommen in Harbin“.

## Motto
Das Motto der Spiele wurde am 11. Januar 2024 vorgestellt und lautete Dream of Winter, Love among Asia (dt. Wintertraum, Liebe in Asien).

## Sportstätten
Folgende Sportstätten waren bei den Winter-Asienspielen 2025 Schauplatz der Wettkämpfe:
- Harbin ICE Sports Center Stadium (Eröffnungs- und Schlussfeier)
- Harbin Ice Hockey Arena (Eishockey Männer)
- Harbin Pingfang District Ice Hockey Arena (Curling)
- Harbin Sport University Student Skating Hall (Eishockey Frauen)
- Heilongjiang Ice Events Training Centre Multifunctional Hall (Eiskunstlauf und Shorttrack)
- Heilongjiang Ice Events Training Centre Speed Skating Rink (Eisschnelllauf)
- Yabuli Ski Resort (Ski Alpin, Biathlon, Skilanglauf, Freestyle-Skiing, Skibergsteigen und Snowboard)

## Teilnehmer
| Teilnehmer der IX. Winter-Asienspiele | Teilnehmer der IX. Winter-Asienspiele | Teilnehmer der IX. Winter-Asienspiele |
| --- | --- | --- |
| - Afghanistan (3) - Bahrain (18) - Bhutan* (1) - Chinesisch Taipeh (67) - Hongkong (74) - Indien (76) - Indonesien (6) - Iran (14) - Japan (155) - Jordanien (1) - Kambodscha* (4) - Kasachstan (138) | - Katar (15) - Kirgisistan (50) - Kuwait (33) - Libanon (17) - Macau (22) - Malaysia (8) - Mongolei (80) - Nepal (4) - Nordkorea (3) - Pakistan (2) - Philippinen (20) | - Saudi-Arabien* (8) - Singapur (23) - Sri Lanka (4) - Südkorea (149) - Tadschikistan (4) - Thailand (99) - Turkmenistan (25) - Usbekistan (26) - Vereinigte Arabische Emirate - Vietnam (1) - Volksrepublik China (170) |
| (Anzahl der Athleten) * erstmalige Teilnahme an Winter-Asienspielen | | |

## Wettkampfprogramm
Es wurden 64 Wettkämpfe in 11 Disziplinen und 5 Sportarten ausgetragen. Skispringen wurde gegenüber 2017 aus dem Programm gestrichen, dafür wurden erstmals bei Asien-Winterspielen Wettkämpfe im Skibergsteigen ausgetragen, im Hinblick darauf, dass Skibergsteigen bei den Olympischen Winterspielen 2026 erstmals ausgetragen wird.

### Zeitplan
| Zeitplan der Asien-Winterspiele 2025 (mit Anzahl der Entscheidungen) | Zeitplan der Asien-Winterspiele 2025 (mit Anzahl der Entscheidungen) | Zeitplan der Asien-Winterspiele 2025 (mit Anzahl der Entscheidungen) | Zeitplan der Asien-Winterspiele 2025 (mit Anzahl der Entscheidungen) | Zeitplan der Asien-Winterspiele 2025 (mit Anzahl der Entscheidungen) | Zeitplan der Asien-Winterspiele 2025 (mit Anzahl der Entscheidungen) | Zeitplan der Asien-Winterspiele 2025 (mit Anzahl der Entscheidungen) | Zeitplan der Asien-Winterspiele 2025 (mit Anzahl der Entscheidungen) |
| -------------------------------------------------------------------- | -------------------------------------------------------------------- | -------------------------------------------------------------------- | -------------------------------------------------------------------- | -------------------------------------------------------------------- | -------------------------------------------------------------------- | -------------------------------------------------------------------- | -------------------------------------------------------------------- |
| EF                                                                   | Eröffnungsfeier                                                      | ●                                                                    | Qualifikationswettkämpfe                                             | ●                                                                    | Medaillenentscheidungen/Anzahl                                       | SF                                                                   | Schlussfeier                                                         |

| Disziplin       | Disziplin        | Mo. 3.  | Di. 4.  | Mi. 5.  | Do. 6.  | Fr. 7.  | Sa. 8.  | So. 9.  | Mo. 10. | Di. 11. | Mi. 12. | Do. 13. | Fr. 14. | Entscheidungen |
| Disziplin       | Disziplin        | Februar | Februar | Februar | Februar | Februar | Februar | Februar | Februar | Februar | Februar | Februar | Februar | Entscheidungen |
| --------------- | ---------------- | ------- | ------- | ------- | ------- | ------- | ------- | ------- | ------- | ------- | ------- | ------- | ------- | -------------- |
| Eröffnungsfeier | Eröffnungsfeier  |         |         |         |         | EF      |         |         |         |         |         |         |         |                |
| Biathlon        | Biathlon         |         |         |         |         |         |         |         |         | 2       |         | 2       |         | 4              |
| Curling         | Curling          |         |         | ●       | ●       | ●       | 1       | ●       | ●       | ●       | ●       | ●       | 2       | 3              |
| Eishockey       | Eishockey        | ●       | ●       | ●       | ●       | ●       | ●       | ●       | ●       | ●       | ●       | ●       | 2       | 2              |
| Eislauf         | Eiskunstlauf     |         |         |         |         |         |         |         |         | ●       | 2       | 2       |         | 4              |
| Eislauf         | Eisschnelllauf   |         |         |         |         |         | 4       | 3       | 3       | 4       |         |         |         | 14             |
| Eislauf         | Shorttrack       |         |         |         |         | ●       | 5       | 4       |         |         |         |         |         | 9              |
| Skisport        | Freestyle-Skiing |         |         |         |         |         | 2       | 2       | 1       | 4       |         | 2       |         | 11             |
| Skisport        | Ski Alpin        |         |         |         |         |         | 1       | 1       |         |         |         |         |         | 2              |
| Skisport        | Skibergsteigen   |         |         |         |         |         |         | 2       |         |         | 1       |         |         | 3              |
| Skisport        | Skilanglauf      |         |         |         |         |         | 2       | 1       | 1       |         | 2       |         |         | 6              |
| Skisport        | Snowboard        |         |         |         |         |         | 2       |         | 2       |         | ●       | 2       |         | 6              |
| Schlussfeier    | Schlussfeier     |         |         |         |         |         |         |         |         |         |         |         | SF      |                |
| Entscheidungen  | Entscheidungen   | –       | –       | –       | –       | –       | 17      | 13      | 7       | 10      | 5       | 8       | 4       | 64             |

## Medaillenspiegel
| Platz  | Land                | Gold | Silber | Bronze | Gesamt |
| ------ | ------------------- | ---- | ------ | ------ | ------ |
| 1      | Volksrepublik China | 32   | 27     | 26     | 85     |
| 2      | Südkorea            | 16   | 15     | 14     | 45     |
| 3      | Japan               | 10   | 12     | 15     | 37     |
| 4      | Kasachstan          | 4    | 9      | 7      | 20     |
| 5      | Philippinen         | 1    | —      | —      | 1      |
| 5      | Usbekistan          | 1    | —      | —      | 1      |
| 7      | Nordkorea           | —    | 1      | —      | 1      |
| 8      | Chinesisch Taipeh   | —    | —      | 1      | 1      |
| 8      | Thailand            | —    | —      | 1      | 1      |
| Gesamt | Gesamt              | 64   | 64     | 64     | 192    |